# Holke
Holke (Frans: Holque) is een gemeente in de Franse Westhoek in het Franse Noorderdepartement (Frans: département du Nord). De gemeente telde op 1 januari 2022 855 inwoners. Zij grenst aan de gemeenten Sint-Pietersbroek, Kapellebroek, Millam, Waten, Éperlecques en Ruminghem.

## Geschiedenis
Holke werd voor het eerst vermeld in 1093 als Holoca, het betreft een bescheiden waterloopje.
Op een Mercatorkaart uit de 16e eeuw staat het dorp aangeduid als Holeck.
Het dorp ontstond door de ontginning van de moerassen langs de Aa. In 1161 en 1180 werd het gebied door Graaf Filips van de Elzas geschonken aan de Abdij van Waten.

## Geografie
De oppervlakte van Holke bedroeg op 1 januari 2022 3,81 vierkante kilometer; de bevolkingsdichtheid was toen 224,4 inwoners per km².

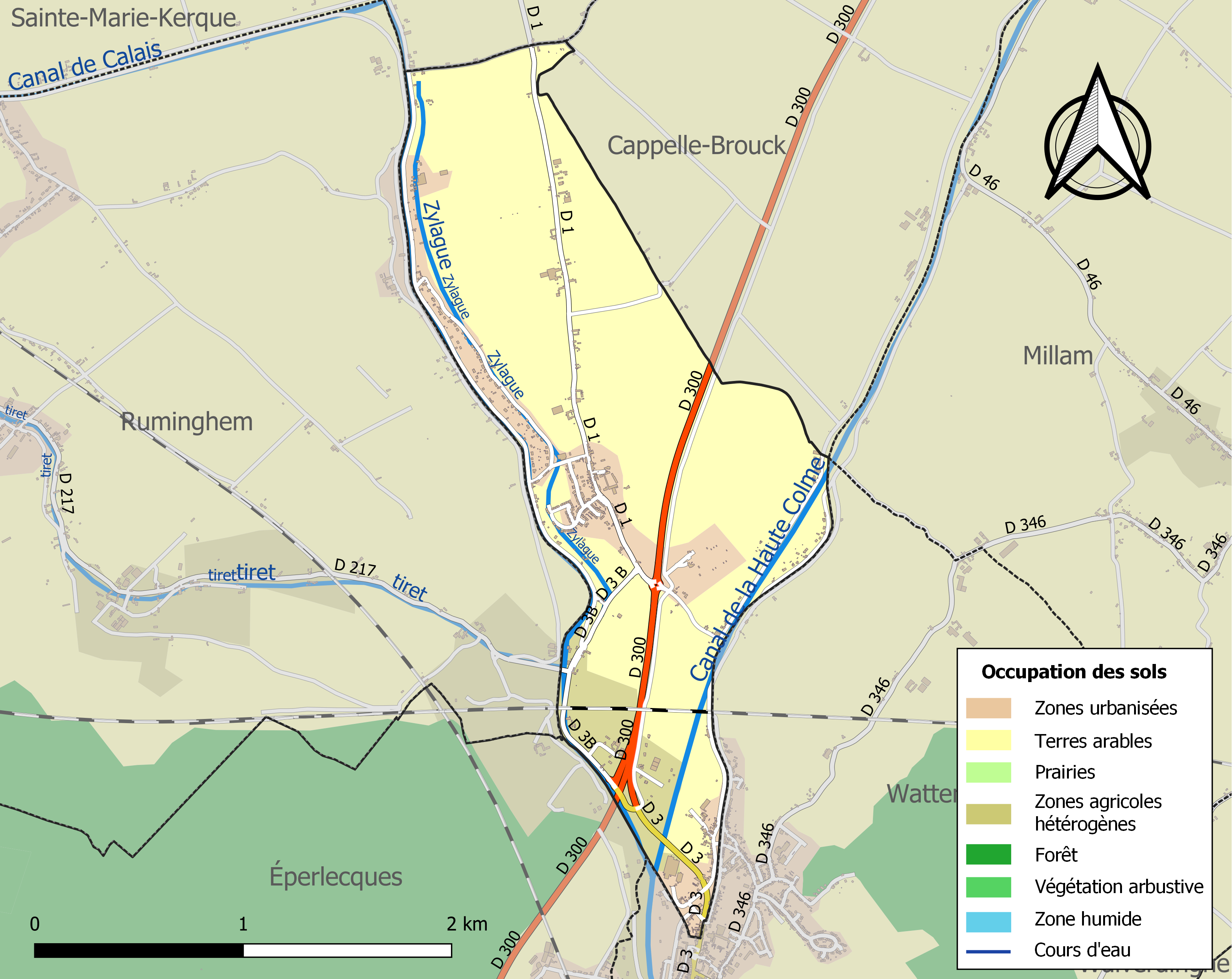
Kaart van de gemeente met belangrijkste infrastructuur, bodemgebruik en omliggende gemeenten

## Bezienswaardigheden
- De Sint-Michielskerk (Église Saint-Michel)

## Natuur en landschap
De gemeente ligt in Frans-Vlaanderen, op de grens van het de streken het Blootland en het Houtland op een hoogte van 1-5 meter. Langs de westkant van Holke stroomt de Aa die de grens vormt tussen het Noorderdepartement en het departement Pas-de-Calais. Langs de zuidgrens van de gemeente loopt het Kanaal van de Hoge Kolme, een deel van de Kolme.

## Demografie
Onderstaande figuur toont het verloop van het inwonertal (bron: INSEE-tellingen).

## Nabijgelegen kernen
Waten, Sint-Pietersbroek, Kapellebroek, Ruminghem
Arneke · Bambeke · Bavinkhove · Bissezele · Bollezele · Broksele · Buisscheure · Ekelsbeke · Eringem · Hardefoort · Herzele · Holke · Hondschote · Hooimille · Houtkerke · Killem · Krochte · Kwaadieper · Lederzele · Ledringem · Merkegem · Millam · Nieuwerleet · Noordpene · Ochtezele · Oostkappel · Oudezele · Rekspoede · Rubroek · Sint-Momelijn · Soks · Steenvoorde · Terdegem · Volkerinkhove · Warrem · Waten · Wemaarskappel · Westkappel · Wilder · Winnezele · Wormhout · Wulverdinge · Zegerskappel · Zermezele · Zuidpene
Armboutskappel · Arneke · Bambeke · Bavinkhove · Belle · Berten · Bieren · Bissezele · Blaringem · Boeschepe · Boezegem · Bollezele · Borre · Bray-Dunes · Broekburg · Broekkerke · Broksele · Buisscheure · Drinkam · Duinkerke · Ebblingem · Eke · Ekelsbeke · Eringem · Gijvelde · Godewaarsvelde · La Gorgue · Grand-Fort-Philippe · Grevelingen · Groot-Sinten · Hardefoort · Haverskerke · Hazebroek · Herzele · Holke · Hondegem · Hondschote · Hooimille · Houtkerke · Kaaster · Kapelle · Kapellebroek · Kassel · Killem · Kraaiwijk · Krochte · Kwaadieper · Lederzele · Ledringem · Leffrinkhoeke · Linde · Loberge · Loon · Meregem · Merkegem · Merris · Meteren · Millam · Moerbeke · Niepkerke · Nieuw-Berkijn · Nieuw-Koudekerke · Nieuwerleet · Noordpene · Ochtezele · Okselare · Oostkappel · Oud-Berkijn · Oudezele · Pitgam · Pradeels · Rekspoede · Rubroek · Ruisscheure · Sint-Janskappel · Sint-Joris · Sint-Mariakappel · Sint-Momelijn · Sint-Pietersbroek · Sint-Silvesterkappel · Sint-Winoksbergen · Soks · Spijker · Stapel · Steenbeke · Steenvoorde · Steenwerk · Stegers · Stene · Strazele · Terdegem · Téteghem-Coudekerque-Village · Tienen · Uksem · Vleteren · Volkerinkhove · Waalskappel · Warrem · Waten · Wemaarskappel · Westkappel · Wilder · Winnezele · Wormhout · Wulverdinge · Zegerskappel · Zerkel · Zermezele · Zoeterstee · Zuidkote · Zuidpene